# Aïn Tarek
Aïn Tarek è un comune dell'Algeria, situato nella provincia di Relizane.